# Karim Adyel
 (octobre 2022).
Karim Adyel ou Abdelkarim Adyel (en arabe : كريم عديل), est un avocat marocain, conseiller juridique, et arbitre international.

## Biographie

### Origines et études
Karim Adyel est né le 17 novembre 1974 à Casablanca. Il est le fils de Ali Adyel, avocat auprès de la Cour suprême et le neveu de Abdellah Adyel, professeur de sciences politiques à l'Université Mohammed V,.
Il suit ses études de droit à l'Université Hassan II de Casablanca où il obtient une licence en droit privé en 1997. En 1999, il obtient le certificat d’aptitude à l’exercice de la profession d’avocat, et devient avocat titulaire au barreau de Casablanca en 2002.
Il poursuit ses études en France, à l’Université de Perpignan, où il obtient un DEA master en droit privé en 2004 et un doctorat national français en droit comparé spécialisé en droit du commerce international et droit maritime de 2009 à 2011. En 2012, il rejoint l'Université Paris 1 Panthéon-Sorbonne et obtient un master II professionnel en droit du sport en 2013.

### Carrière
Karim Adyel entame en 2002 son parcours au sein d’un cabinet d’avocats privé en compagnie de son père Ali Adyel, en tant qu'avocat, agréé près la Cour de Cassation (Maroc), il est membre de l’Union Internationale des Avocats (UIA). il intervient également comme consultant juridique auprès d'organismes privés et publics,,.

### Carrière d'arbitre et d'avocat en droit du sport
En 2015 l’Association Marocaine des Footballeurs (AMF) devient l'Union marocaine des footballeurs professionnels et nomme Karim Adyel pour la représenter à la chambre de résolution des litiges auprès de la Fédération royale marocaine de football. En 2020, Il est encore le conseiller juridique de l’UMFP.
Il intervient comme arbitre sous l’égide d'instances sportives nationales telles que le Centre de Médiation et d’Arbitrage de Casablanca (CMAC), et internationales telles que l’Association Internationale des Avocats du Football (AIAF), ainsi que comme médiateur professionnel (diplômé de l'IFOMENE Paris).
En 2018, Karim Adyel dépose sa candidature pour siéger au tribunal arbitral du sport, et sa nomination officielle d'arbitre au sein du TAS-CAS s’est faite à l'occasion de la réunion du Conseil International de l’Arbitrage Sportif (CIAS) tenue en à Lausanne en juillet 2019,.

## Ouvrages et publications
- Crédit documentaire et connaissement : Théories institutionnelles, problématiques juridiques et solutions jurisprudentielles, éditions Larcier, 2012  (ISBN 978-2-8044-5164-6)
- Le tennis dans le sport et la societé: (Entre Amateurisme et Professionnalisme) Analyse Historique, Sociologique et Juridique, éditions universitaires européennes, 2014  (ISBN 978-3-8417-3260-6)